# تپه‌ها چشم دارند ۲
تپه‌ها چشم دارند ۲ (انگلیسی: The Hills Have Eyes ۲) فیلمی در ژانر ترسناک به کارگردانی مارتین وایس است که در سال ۲۰۰۷ منتشر شد. این فیلم دنباله فیلم تپه‌ها چشم دارند می‌باشد که بازسازی فیلم تپه‌ها چشم دارند (۱۹۷۷) بود. نویسندگان این فیلم وس کریون (کارگردان نسخه اصلی) و پسرش جاناتان کریون بودند.